# Wienand Schruff
Wienand Schruff (* 1954 in Osnabrück) ist ein deutscher Wirtschaftsprüfer. Er war Vorstandsmitglied der KPMG AG (1998–2013), Vorsitzer des HFA des Institut der Wirtschaftsprüfer in Deutschland e. V. (2001–2013) und Honorarprofessor an der Westfälischen Wilhelms-Universität in Münster und an der Humboldt-Universität zu Berlin. Seit seiner Pensionierung am 31. Dezember 2018 ist er als Wirtschaftsprüfer in eigener Praxis tätig.

## Leben
Schruff studierte von 1973 bis 1979 Betriebswirtschaftslehre an der Georg-August-Universität in Göttingen und der Westfälischen Wilhelms-Universität in Münster. Nach seinem Abschluss als Diplom-Kaufmann wurde er Mitarbeiter am Institut für Revisionswesen unter der Leitung von Jörg Baetge. 1983 wurde Schruff mit einer Dissertation zum Thema Einflüsse der 7. EG -Richtlinie auf die Aussagefähigkeit des Konzernabschlusses zum Dr. rer. pol. promoviert. 1984 trat er in die Deutsche Treuhand-Gesellschaft AG, Wirtschaftsprüfungsgesellschaft, Düsseldorf, ein. 1989 legte er das Wirtschaftsprüfer-Examen ab und war ab 1990 Prokurist der KPMG Deutsche Treuhand-Gesellschaft AG, Wirtschaftsprüfungsgesellschaft, Düsseldorf. Von 1998 bis 2013 war er Vorstandsmitglied der KPMG AG. 2011 erhielt er den Dr. Kausch-Preis der Universität St. Gallen. 2013 wurde er zum Ehrenmitglied des Instituts der Wirtschaftsprüfer ernannt.
Er ist Autor von Fachveröffentlichungen, insbesondere zur Konzernrechnungslegung.
Schruff ist verheiratet, Vater von zwei Töchtern und lebt in Berlin.

## Weitere Funktionen
Schruff ist seit 1999 Honorarprofessor für Wirtschaftsprüfung der Westfälischen Wilhelms-Universität in Münster und seit 2011 an der Humboldt-Universität zu Berlin.
Er ist Mitglied beim Instituts der Wirtschaftsprüfer und war dort Leiter des Hauptfachausschusses von 2001 bis 2013. Seit November 2013 ist Schruff Board Member der International Federation of Accountants. Ferner war er Mitglied Arbeitskreis externe Unternehmensrechnung der Schmalenbach-Gesellschaft für Betriebswirtschaft. Er war darüber hinaus bis 2013 fachlicher Beirat der Fachzeitschrift Die Wirtschaftsprüfung.
In der Amtsperiode 2014–2018 war er Mitglied des Vorstands der Wirtschaftsprüferkammer.

## Schriften
Monografien
- Einflüsse der 7. EG-Richtlinie auf die Aussagefähigkeit des Konzernabschlusses. 1984, ISBN 3-503-02426-3.